# Ajchanom

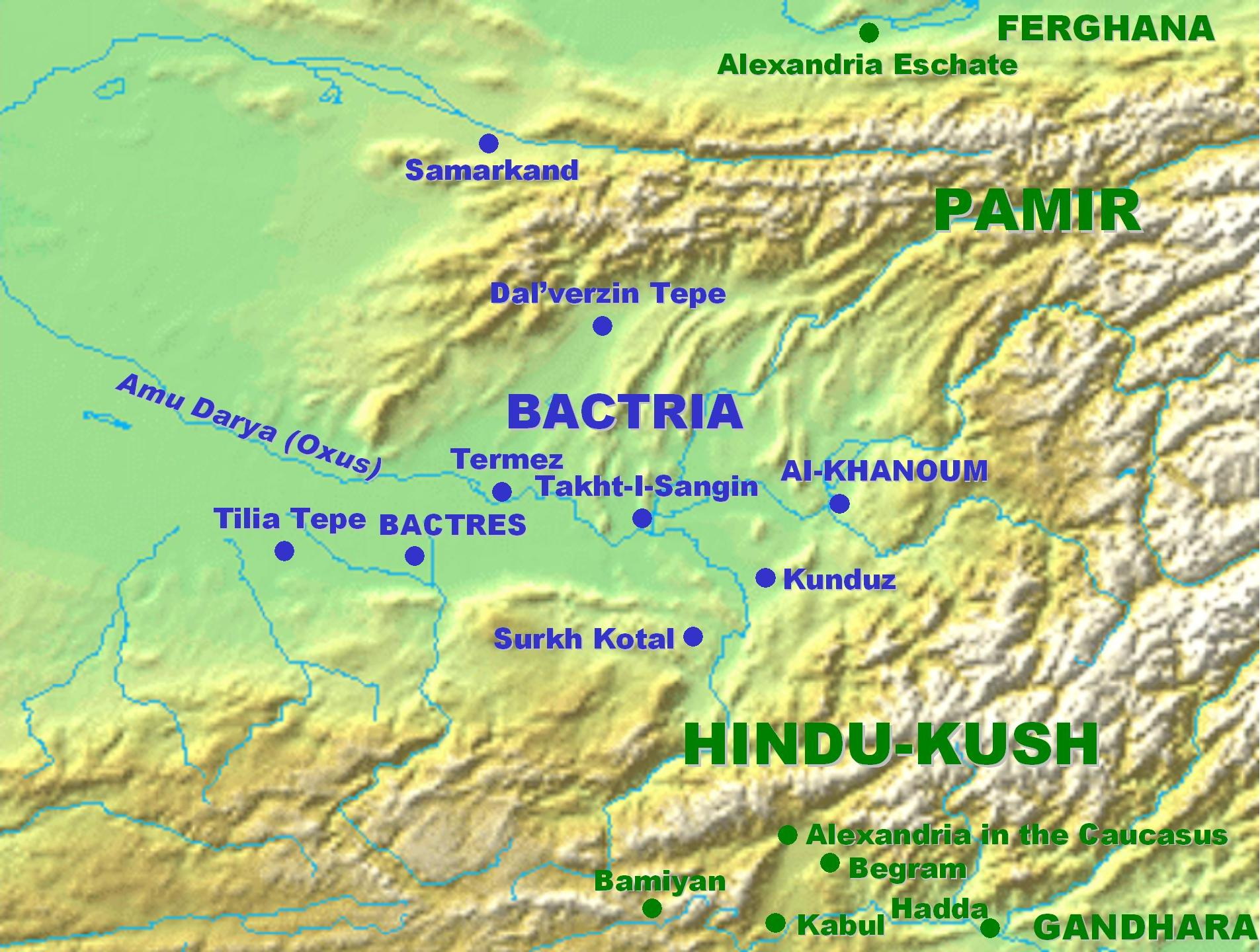
Ajchanom na mapie starożytnej Baktrii

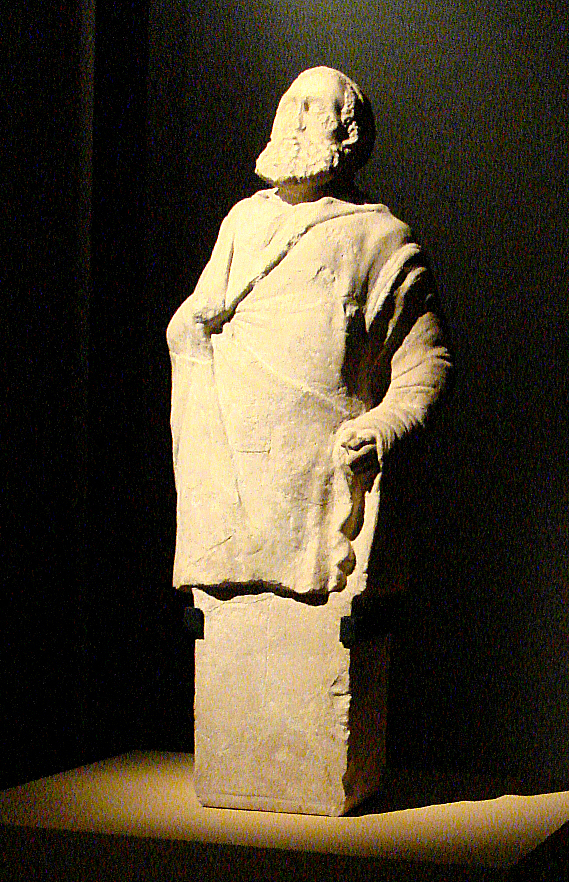
Brodata herma z Ajchanom

Ajchanom − polis greko-baktryjskie, którego ruiny zostały zlokalizowane w pobliżu Talokanu w prowincji Tachar w północnym Afganistanie, przy ujściu Kokczy do Pandżu, jeden z zabytków kultury hellenistycznej w Azji Centralnej.

## Historia odkrycia
Nazwa Ajchanom pochodzi od lokalnej, uzbeckiej nazwy miejsca, Ay Chanum Tepe (dosł. wzgórze księżycowej damy). Ruiny miasta odkryto przypadkowo w 1961 roku. 4 lata później rozpoczęły się prowadzone przez francuską ekspedycję pod kierownictwem Paula Bernarda wykopaliska archeologiczne. Prace przerwano nagle po radzieckiej inwazji na Afganistan w 1979 roku.

## Historia miasta
Ajchanom zostało założone na przełomie IV i III w. p.n.e., po podbojach Aleksandra Wielkiego. Paul Bernard proponował by identyfikować je z Aleksandrią nad Oksosem, co jednak opiera się na utożsamieniu Pandżu z górnym biegiem starożytnego Oksosu (dzis. Amu-daria). Bardziej prawdopodobne jest jednak, że starożytni Grecy uważali za górny bieg Oksosu Wachsz, o czym świadczy choćby fakt, że sama nazwa Oksos wywodzi się od irańskiej nazwy Wachsz. Ponadto Ptolemeusz umieszcza Aleksandrię nad Oksosem po sogdyjskiej stronie rzeki. Wydaje się zatem, że miasto nie mogło być Aleksandrią nad Oksosem i w związku z tym nie można ustalić jego pierwotnej nazwy. Około połowy II wieku p.n.e. na cześć króla Eukratydesa miasto otrzymało nazwę Eukratidea. Położone na krańcach ówczesnej ekumeny, miasto stanowiło jeden z głównych ośrodków państwa grecko-baktryjskiego. Zabezpieczało ono granicę państwa przed zagrożeniem ze strony nomadów, oraz kontrolowało szlaki do Badachszanu, gdzie wydobywano złoża rud żelaza, miedzi, złota, a także rubinów i lapis lazuli. W pobliżu miasta rozciągała się urodzajna, pokryta kanałami irygacyjnymi równina, o powierzchni ok. 10 tys. hektarów. Wraz ze zmianą nazwy na Eukratidea rozpoczęto w nim intensywny program budowlany. Zniszczone ok. 140 p.n.e. przez najazd koczowników zostało opuszczone przez mieszkańców. W okresie panowania Yuezhi i Kuszanów (I w. p.n.e.–III w n.e.) zrujnowane miasto było zamieszkiwane przez ludność postgrecką, „która nie podjęła żadnych znaczących prac naprawczych”.

## Opis wykopalisk
Miasto zbudowano na planie trójkąta o wymiarach 2400×1800×1600 m, składającego się z akropolu i dolnego miasta. Otoczono je grubymi murami i pocięto regularną szachownicą ulic. Biegnąca środkiem miasta, równolegle do rzeki, od bramy północnej do południowej, ulica główna miała charakter reprezentacyjny i oddzielała akropol od miasta dolnego. Przy niej leżało zbudowane na wzór grecki centrum administracyjne, z otoczonym trzyrzędową kolumnadą koryncką dziedzińcem o wymiarach 136×108 m. Odkryto także resztki pałacu z ok. 150 p.n.e., teatru z miejscami na 5000 widzów, świątyni i gimnazjonu, w którym znajdował się zegar słoneczny. Usytuowana przy arterii głównej świątynia zbudowana była zgodnie z kanonami architektury wschodniej, choć fragmenty znalezionego w niej posągu świadczą, że czczono tam greckie bóstwo. W pałacowej bibliotece odkryte zostały odciśnięte w pyle z ceglanej ściany litery z niezachowanego papirusu, na którym zapisano fragment dzieła filozoficznego szkoły arystotelików.
W południowej części miasta znajdowała się dzielnica mieszkalna. Architektura miasta stanowi przykład syntezy wpływów greckich z rodzimymi tradycjami budowlanymi. Jako budulec przeważa stosowana na Wschodzie cegła niewypalana, łączona jednakże z cegłą wypalaną i kamieniem ciosanym. Kamienia używano głównie do budowy progów i kolumn. W usytuowanym przy głównej arterii sanktuarium herosa (Heroon), poświęconym niejakiemu Kineasowi (domniemanemu założycielowi miasta), znaleziono kamień z wyrytą inskrypcją dedykacyjną oraz czterowierszem pochodzącym z tzw. maksym delfickich. Pozostałe maksymy zapisane były na niezachowanej steli, umieszczonej na kamieniu. Jako ich autor wymieniony jest Klearchos, utożsamiany z Klearchosem z Soroj, jednym z uczniów Arystotelesa. Na stanowisku znaleziono wiele artefaktów, m.in. fragmenty rzeźb, kolumn, monety i ceramikę. Do ważnych zabytków należy także brodata herma z diademem na głowie oraz odkryty w gimnazjonie wapienny słupek z dedykacją ku czci Hermesa i Heraklesa.
Miejscowa sztuka stanowi przykład hellenizacji lokalnej elity społecznej. Odkryto jednak też przykłady asymilacji kulturowej działającej w drugą stronę, m.in. czworokątną monetę Agatoklesa z dwujęzyczną inskrypcją w języku greckim i piśmie brahmi oraz wizerunkami Samkarszany oraz Wasudewy-Kryszny. Najważniejszym budynkiem miasta był monumentalny pałac rozplanowany na wzór irański, o powierzchni ok. 300 m², usytuowany pośrodku dolnego miasta. W mieście istniały także trzy świątynie, które swoją masywną strukturę zapożyczyły z wzorców irańskich i środkowoazjatyckich, i w przynajmniej jednej z nich według wszelkiego prawdopodobieństwa nie czczono żadnego z bogów olimpijskich. Rozległe patrycjuszowskie rezydencje, poza swoimi basenami, także nie mają nic wspólnego z greckimi domami. W arsenale Ajchanom odnaleziono także pancerze jeźdźca i konia, co sugeruje posiadanie przez królestwo greko-baktryjskie oddziałów irańskich katafraktów. Dokumenty finansowe ze skarbca zawierają imiona wyższych urzędników, w tym głównego skarbnika, o jednoznacznie irańskiej etymologii, takie jak Ajtat, Arwand, Ksatran, Okseboakes i Oksubazes.

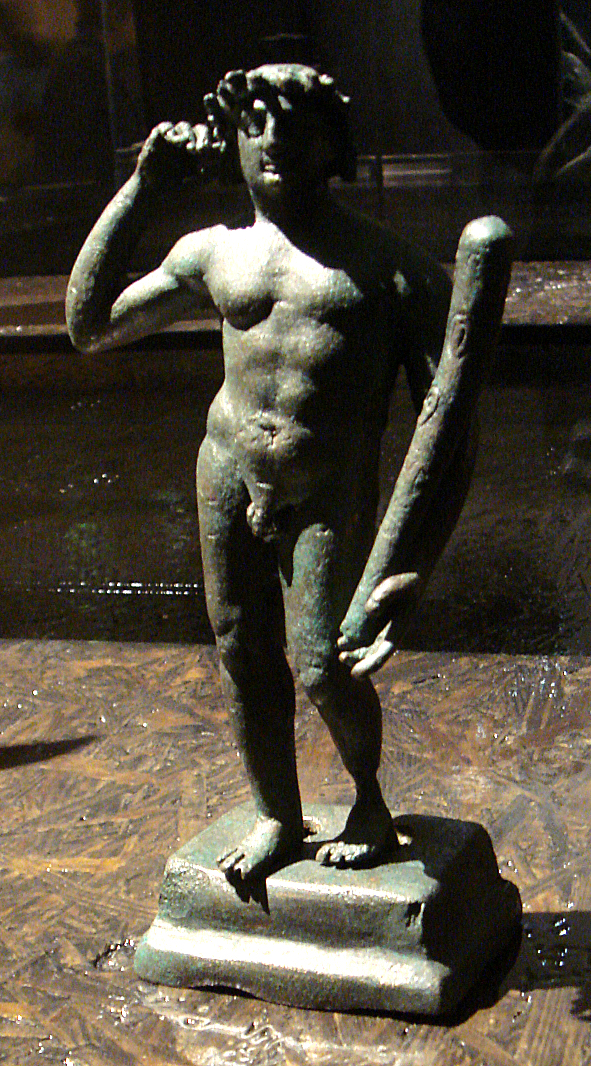
Figurka Heraklesa
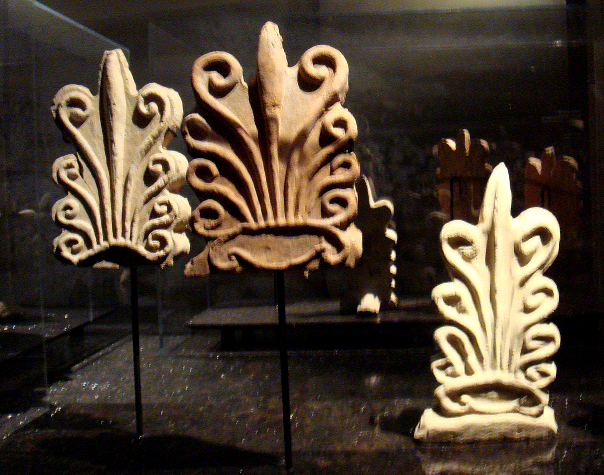
Antefiksy
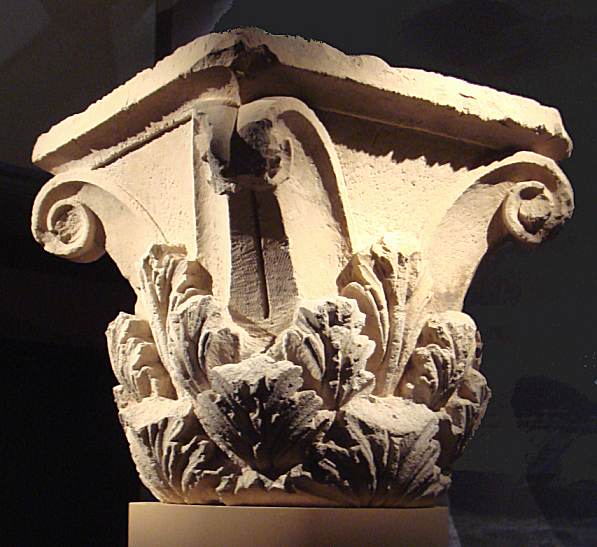
Kapitel jednej z kolumn dziedzińca
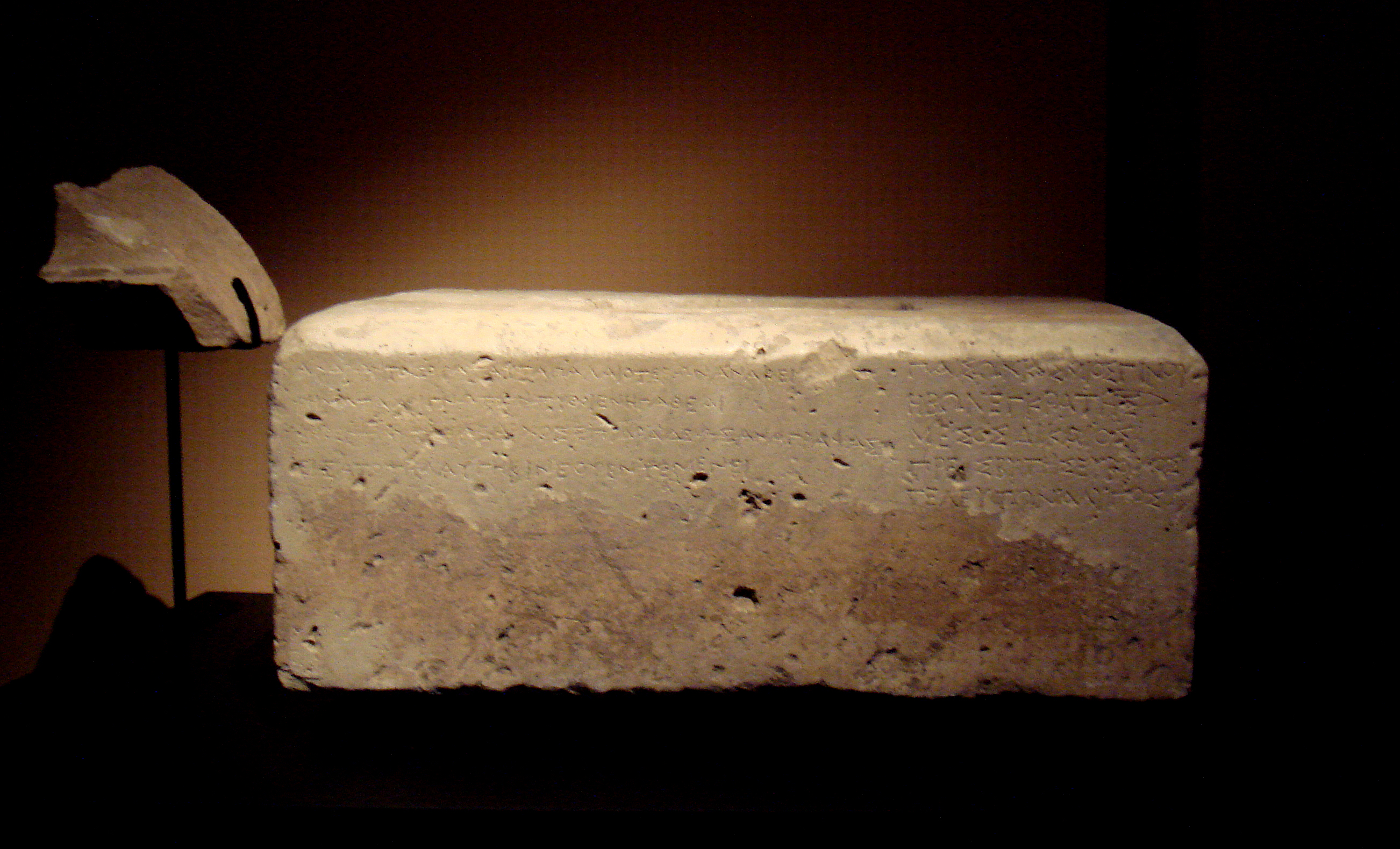
Kamień z inskrypcją, znaleziony w Heroonie
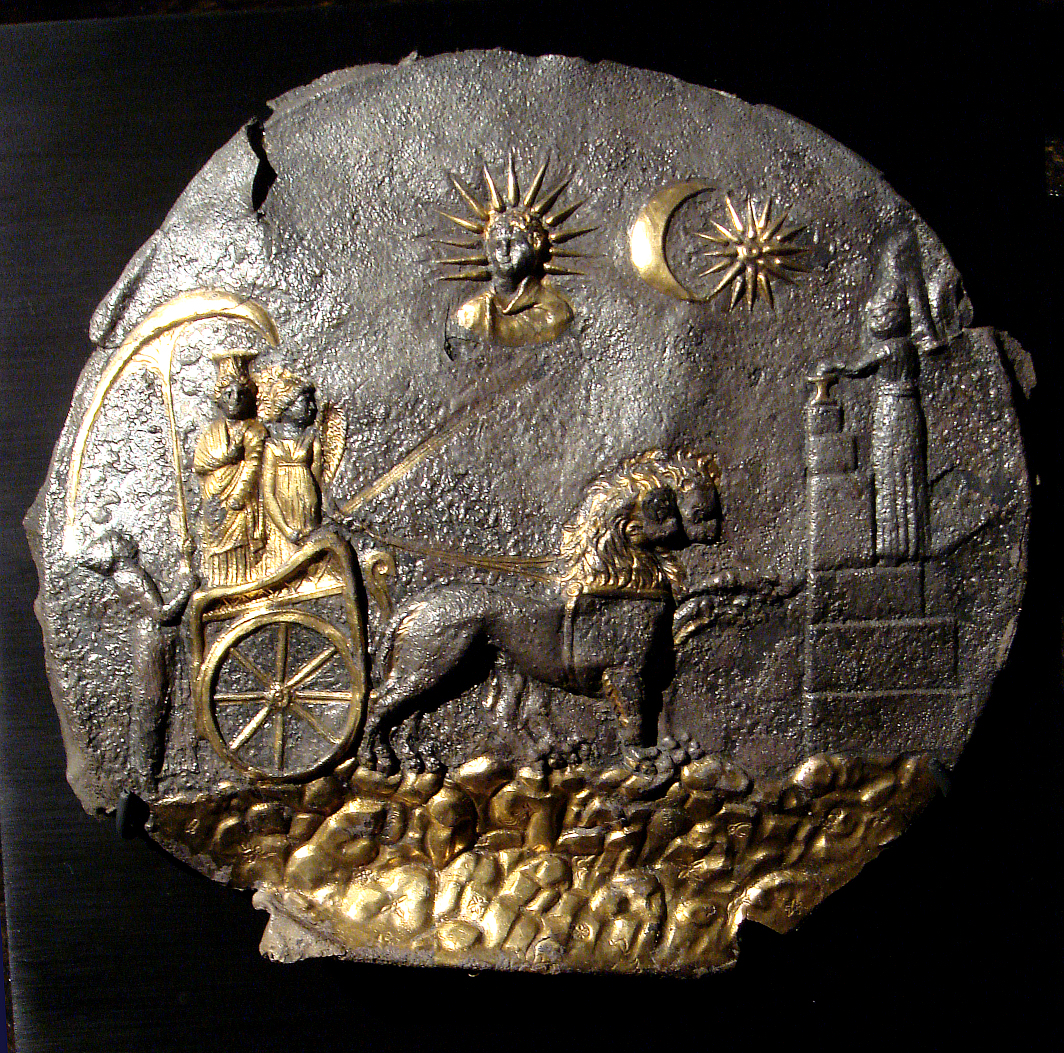
Metalowa płytka z wizerunkiem Kybele
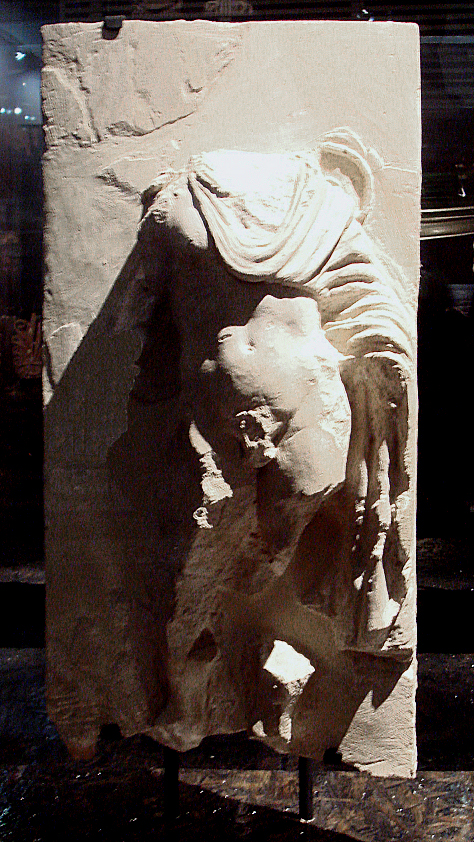
Fryz z wizerunkiem nagiego mężczyzny w chlamidzie